# هيئة الاتصالات النرويجية
هيئة الاتصالات النرويجية (بالنرويجية: Nasjonal kommnikasjonsmyndighet)‏ ، قبل عام 2015 الهيئة النرويجية للبريد والاتصالات السلكية واللاسلكية (Post- og teletilsynet) هي مؤسسة حكومية نرويجية مسؤولة عن مراقبة وتنظيم قطاع الاتصالات والبريد في النرويج. المسؤوليات الرئيسية للهيئة هي التحكم بسوق الاتصالات ، وإصدار امتيازات التردد وأرقام الهواتف .
للهيئة علاقة وثيقة مع هيئة المنافسة النرويجية ومجلس المستهلك النرويجي . تقع في ليليساند ويتم تمويلها من خلال الضرائب والرسوم المفروضة على شركات الاتصالات. تعود الهيئة إلى عام 1987 عندما تم إنشاؤها باسم هيئة الاتصالات النرويجية (Teletilsynet). وفي عام 1997 ، تلقت أيضا مسؤولية قطاع البريد.

## روابط خارجية
- موقع الكتروني